# Хюнфельден
Хюнфельден (нем. Hünfelden) — община в Германии, в земле Гессен. Подчиняется административному округу Гиссен. Входит в состав района Лимбург-Вайльбург.  Население составляет 9852 человека (на 31 декабря 2010 года). Занимает площадь 62,7 км².
Община подразделяется на 7 сельских округов.